# Revenge of the Mummy
Revenge of the Mummy is een overdekte stalen lanceerachtbaan en darkride in de attractieparken Universal Studios Florida, Universal Studios Hollywood en Universal Studios Singapore.
De attractie is gebaseerd op de film The Mummy. De personages uit de film komen ook voor tijdens de rit. Het eerste gedeelte van de attractie is een darkride gedeelte, waarbij langs de baan verschillende animatronics staan opgesteld, waaronder die van de mummie zelf. Hierna volgt het achtbaangedeelte. Door middel van een lanceersectie wordt het voertuig naar een bepaalde snelheid geholpen. Tijdens de rit komt het voertuig tot stilstand en vervolgt het voertuig zijn route achteruit.

## Locaties

### Universal Studios Florida
De locatie in Universal Studios Florida opende 21 mei 2004 als vervanger van de attractie Kongfrontation. Het exterieur van de attractie kenmerkt zich door een lichtbruine voorgevel dat gedecoreerd is als museum. De bouw van de attractie kostte $40 miljoen. De achtbaan heeft een lengte van 670 meter, een topsnelheid van 72 km/u en duurt 2:57 minuten.

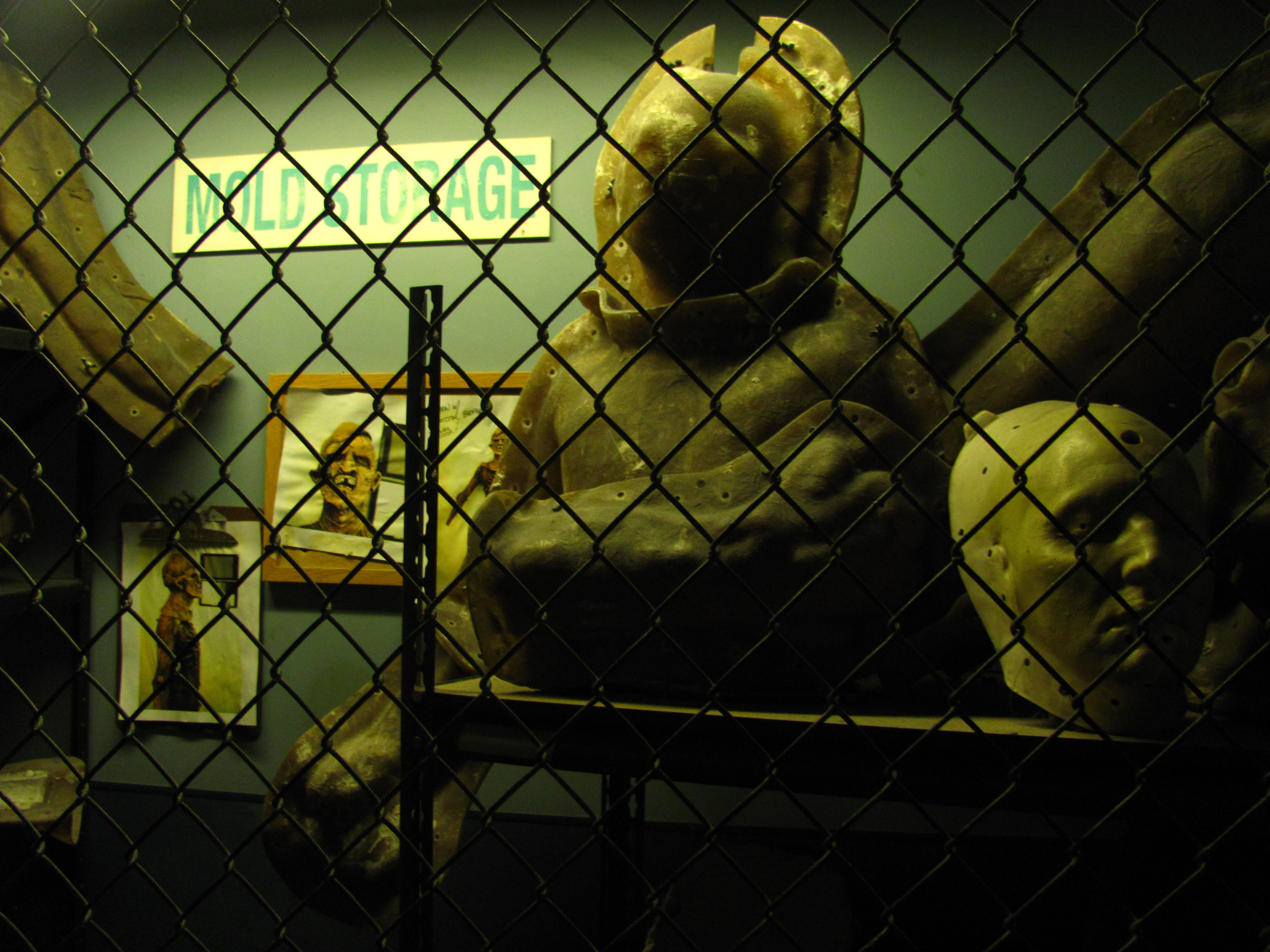
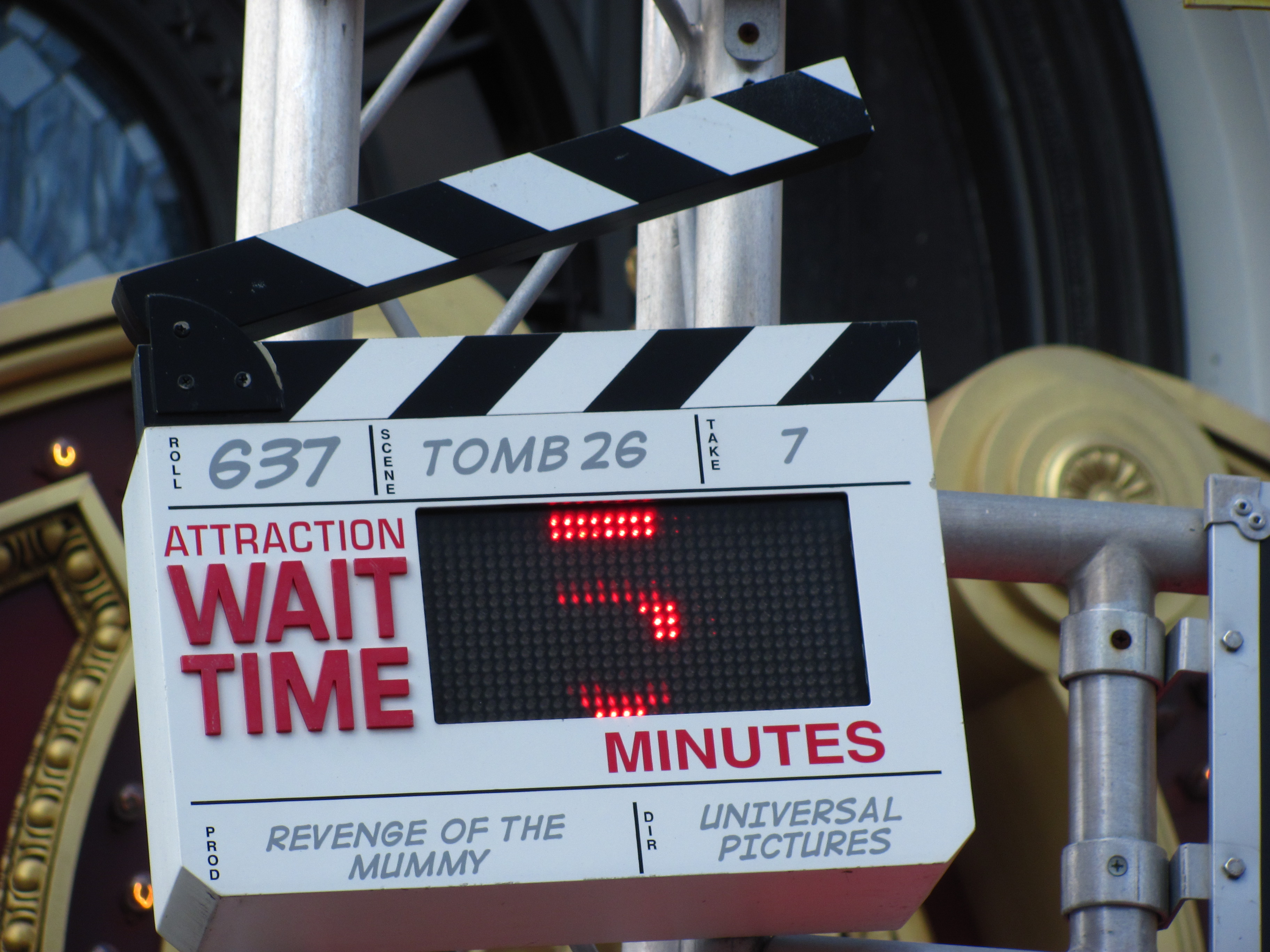
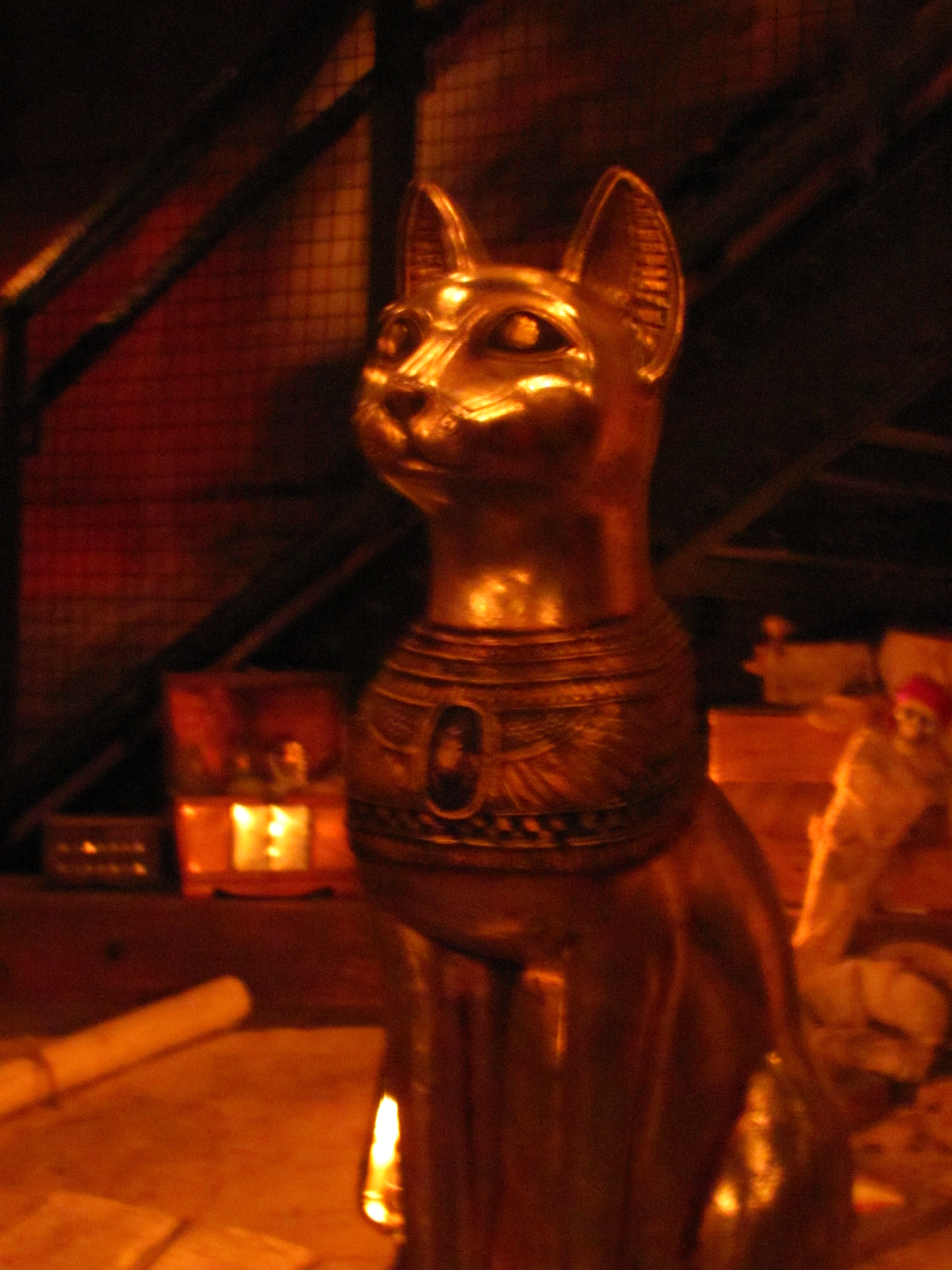
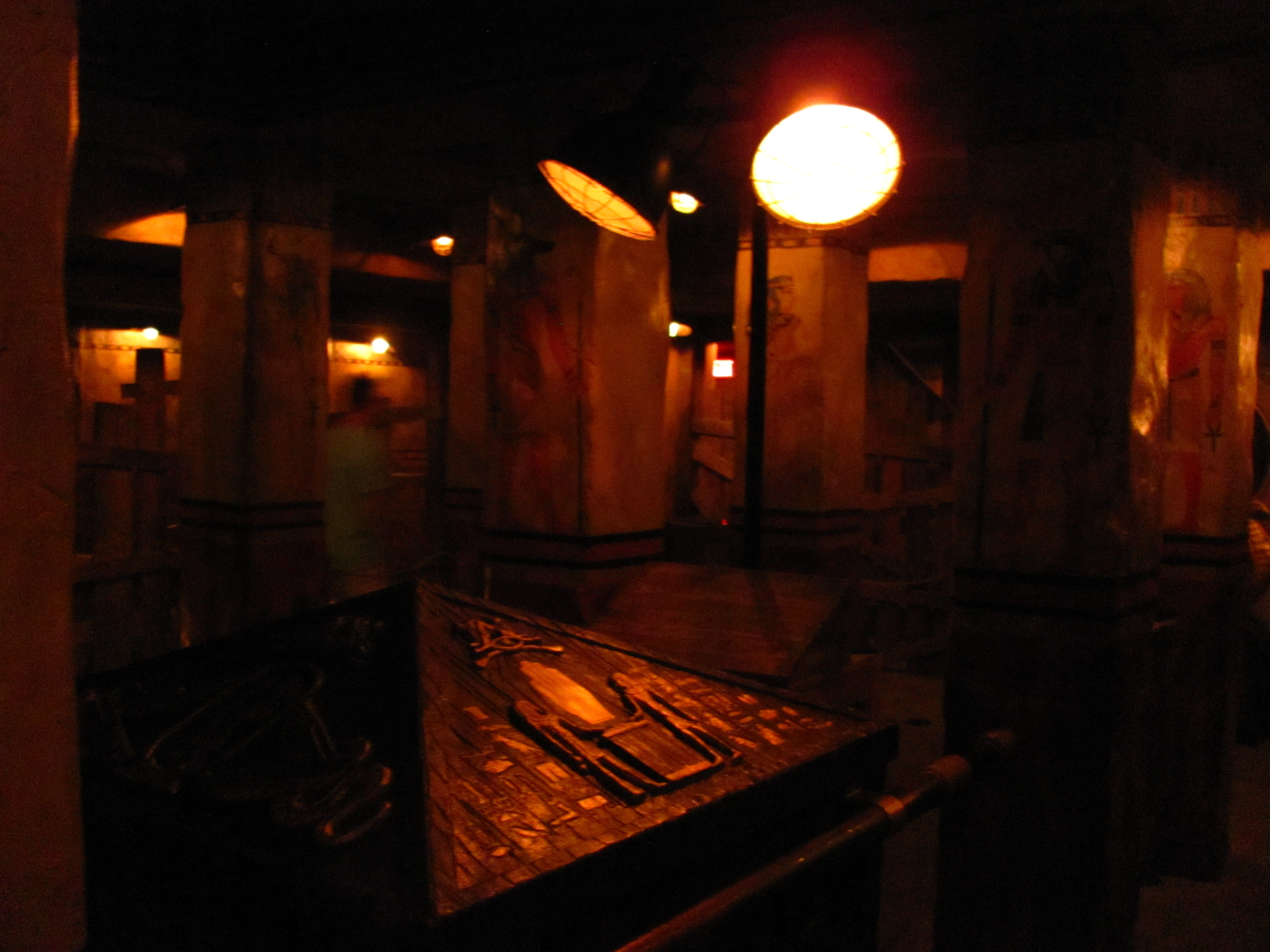
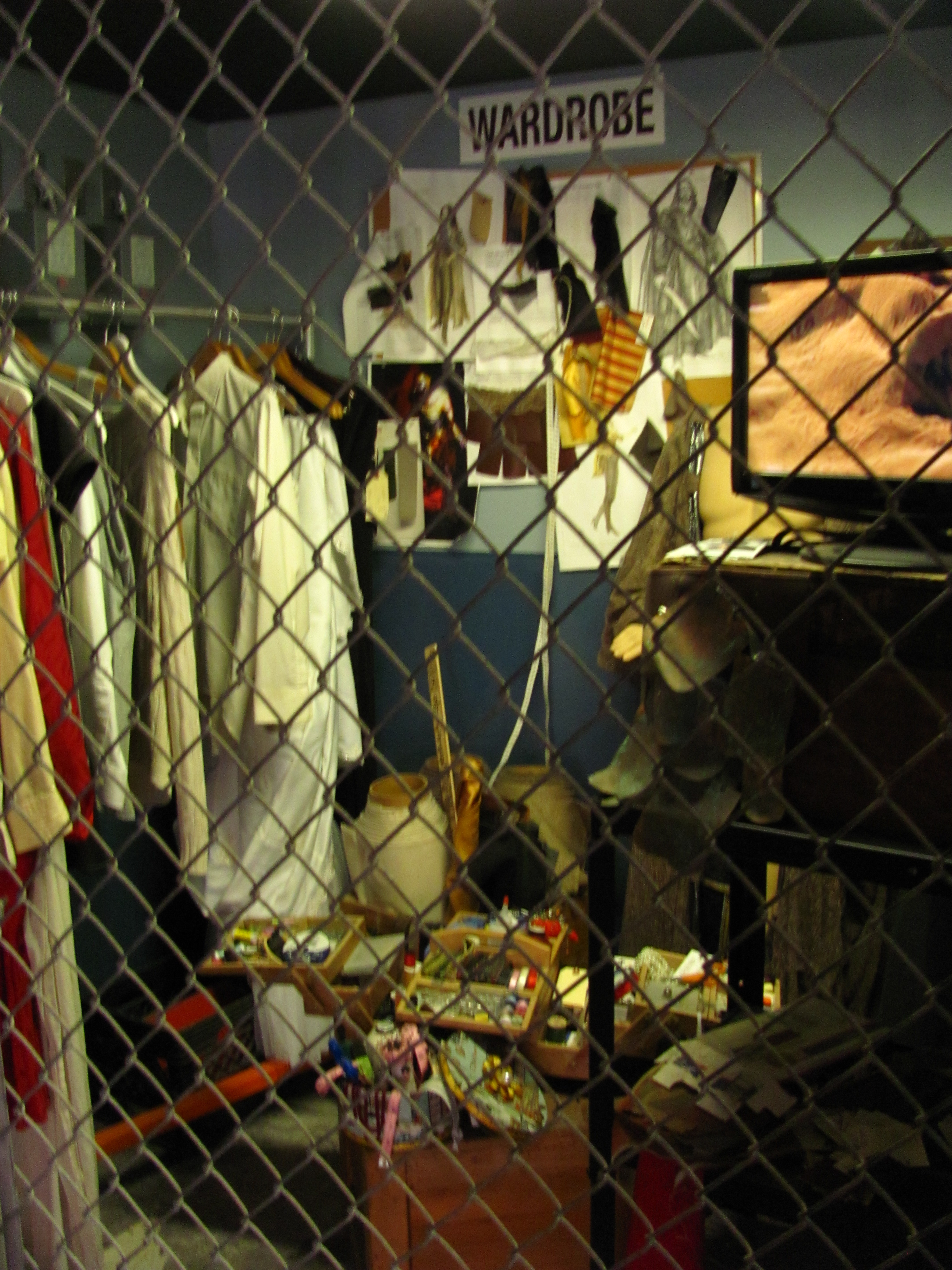
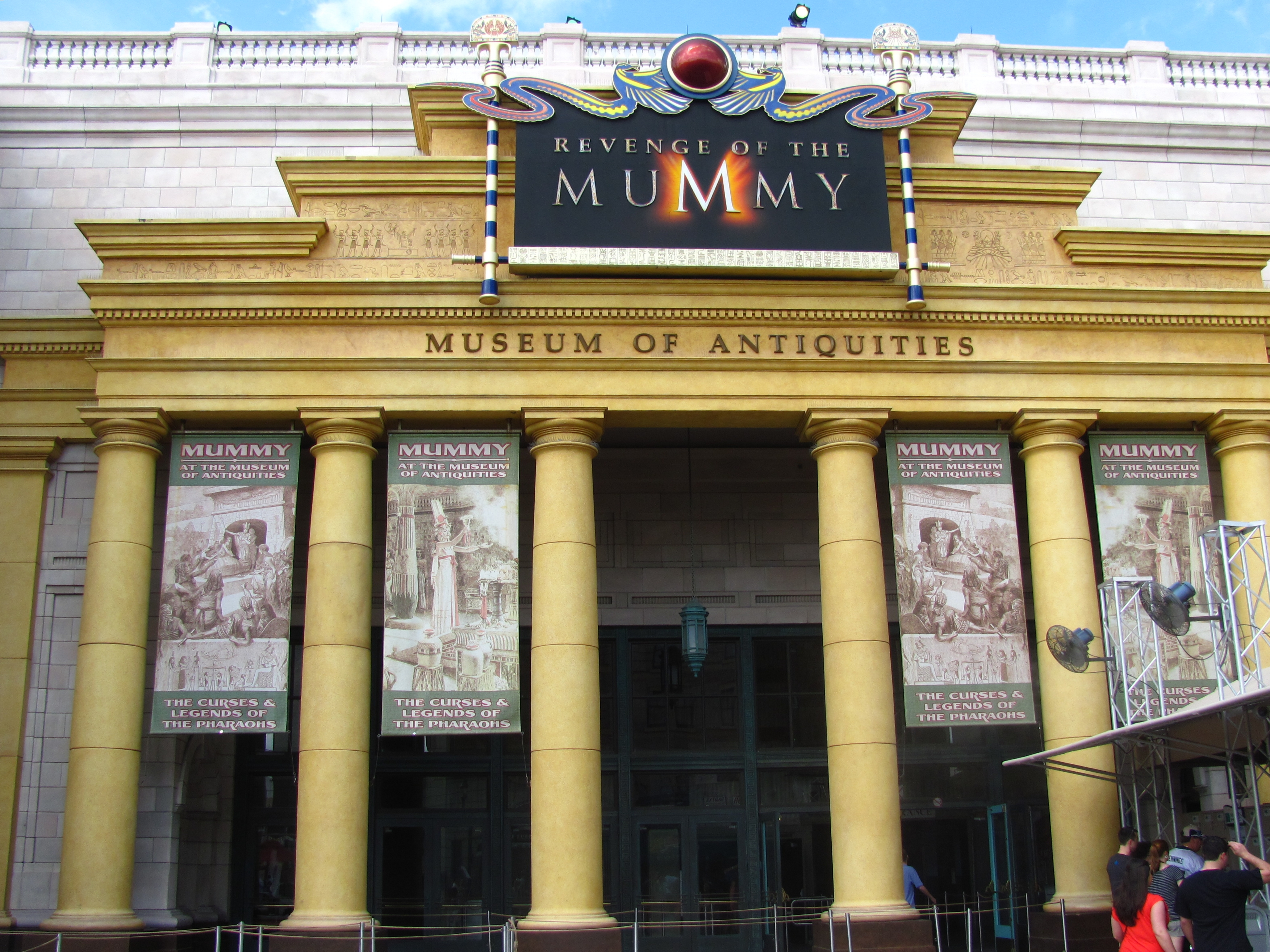

### Universal Studios Hollywood
Op 25 juni 2004 opende de attractie in themagebied Lower Lot als vervanger van de darkride E.T. Adventure. Evenals de achtbaan in Florida waren de bouwkosten voor de attractie $40 miljoen. De entree is gedecoreerd in Egyptische stijl. Naast de entreepoort staan aan beide zijden Egyptische beeldhouwwerken. De achtbaan heeft een topsnelheid van 64,4 km/u, is 548,6 meter lang en een rit duurt twee minuten.

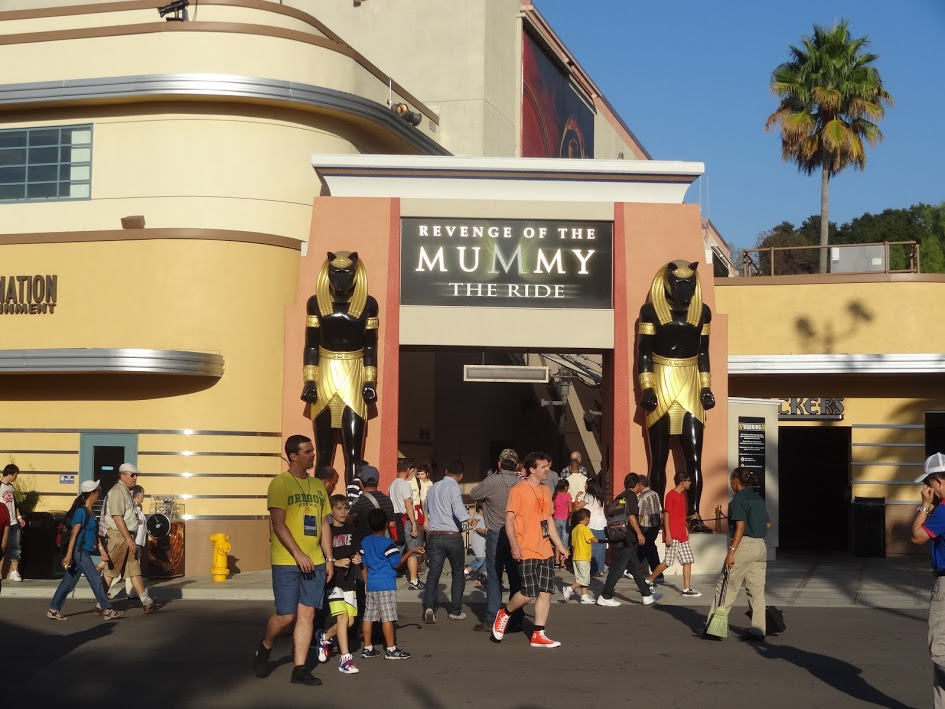
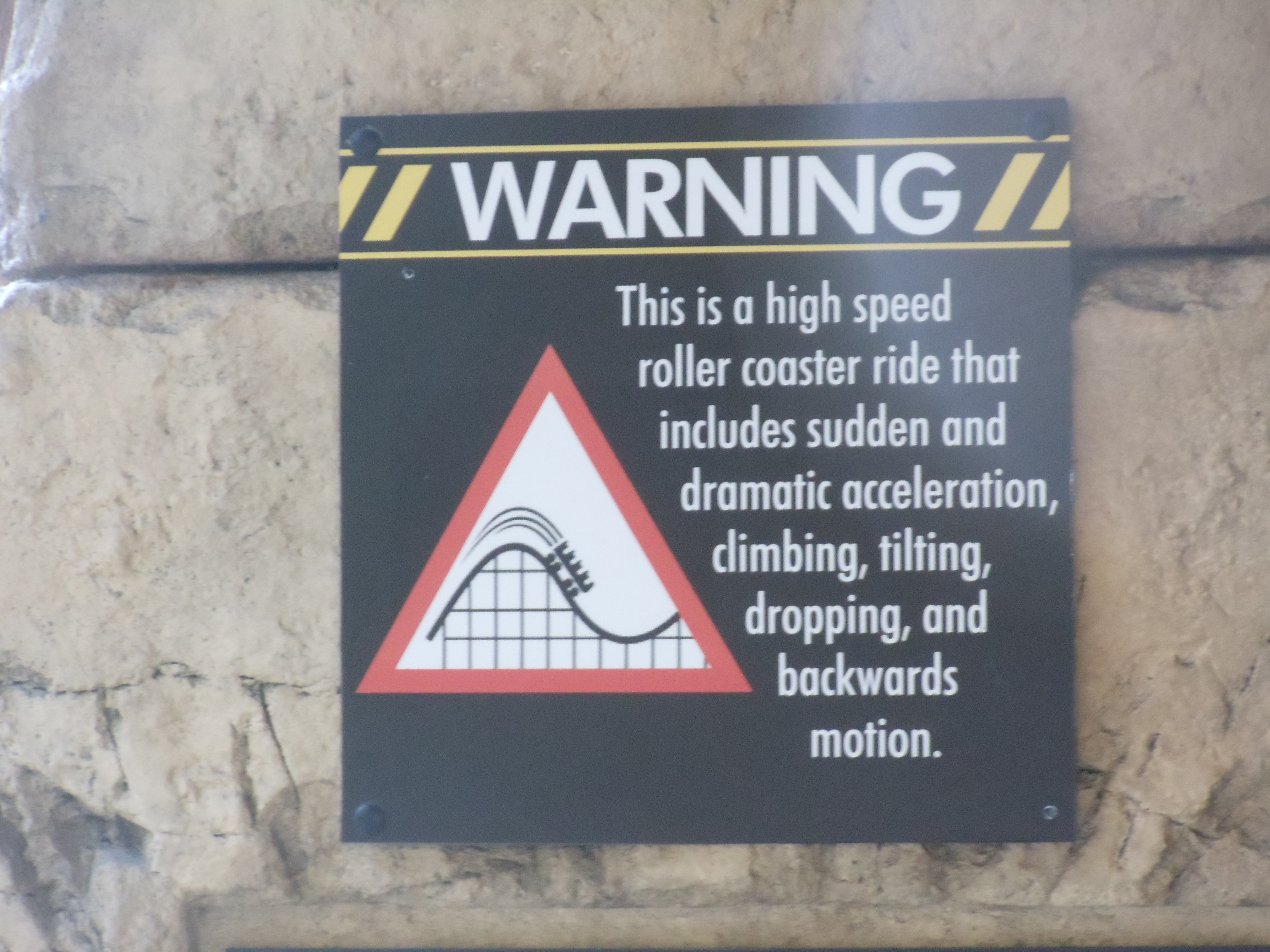

### Universal Studios Singapore
Deze locatie opende op 18 maart 2010 in het themagebied Ancient Egypt met bouwkosten van rond de $20 miljoen. Een rit in de achtbaan duurt 1:57 minuten, is 670 meter lang en heeft een topsnelheid van 72,4 km/u.

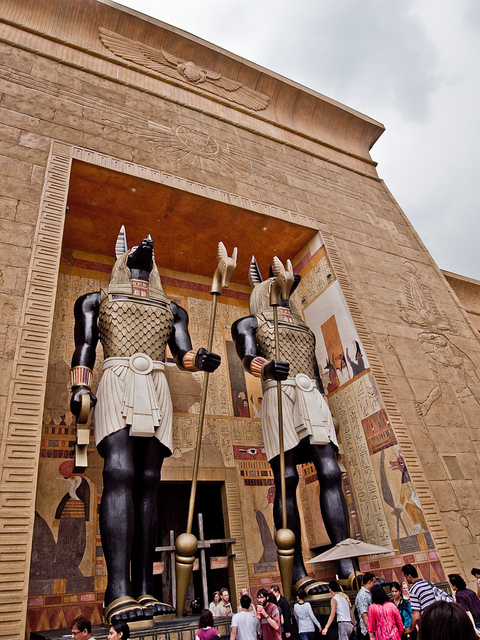